# Felipe Rocha
Felipe Rocha (Paris, 4 de fevereiro de 1972) é um ator, autor e músico franco-brasileiro. Vencedor do Prêmio Shell de teatro.

## Biografia
Nascido em Paris em 1972 e radicado no Brasil desde 1978, Felipe Rocha é formado em Artes Cênicas pela Universidade Federal do Estado do Rio de Janeiro (Uni-Rio). Pai de duas filhas, fundou em 2008, ao lado de Alex Cassal e Stella Rabello, o grupo de teatro Foguetes Maravilha, no qual atua como ator, diretor e autor. Foi membro do grupo de circo Intrépida Trupe; trompetista, cantor e compositor da banda Brasov; e diretor e roteirista dos curtas "Som Guia" e "Talvez em Lisboa".

## Filmografia

### Televisão
| Ano           | Título                               | Personagem             | Notas                                |
| ------------- | ------------------------------------ | ---------------------- | ------------------------------------ |
| 1994          | Incrível, Fantástico, Extraordinário | Paulo                  | Episódio: "A Garra do Macacdo"       |
| 1995          | Quatro por Quatro                    | Tito                   | Episódio: "26 de janeiro"            |
| 1995          | História de amor                     | Bruno                  | Episódio: "20 de fevereiro"          |
| 1996          | Confissões de Adolescente            | Roberto (Beto)         | Episódio: "Romance FM" (T2 E7)       |
| 1997          | Mangueira, Amor à Primeira Vista     | Pedro                  |                                      |
| 1998-99       | Torre de Babel                       | Dino Garcia            |                                      |
| 1999          | A Guerra dos Pintos                  | Aderbal Pinto          |                                      |
| 2000-01       | Laços de Família                     | Zeca Lemes             |                                      |
| 2002          | O Quinto dos Infernos                | Puck                   | Episódio: "9 de Janeiro"             |
| 2003          | Sítio do Picapau Amarelo             | Pequeno Polegar        | Episódio: "12-16 de outubro"         |
| 2006          | Avassaladoras: A Série               | Pierre                 | Episódio: "Como É que É?" (1/5/2006) |
| 2010          | Mulher de Fases                      | André                  |                                      |
| 2010          | Aline                                | Pierre Leblanc         |                                      |
| 2011          | Cara-Metade                          | Claudio Henrique       |                                      |
| 2011          | Morando Sozinho                      | Astolfo Dantas         |                                      |
| 2013          | As Canalhas                          | Alexandre Ricco        | Episódio: "Ingrid"                   |
| 2013          | Copa Hotel                           | Davi                   |                                      |
| 2013          | Jusqu'au Bout du monde               | Pedro                  |                                      |
| 2013-15       | Tapas e Beijos                       | Pastor Jonas           |                                      |
| 2015          | Mister Brau                          | Jean Louis             | Episódio: "3 de novembro"            |
| 2014-16       | Lili, a Ex                           | Reginaldo Garcia       |                                      |
| 2016          | Me Chama de Bruna                    | Marcos (Marcão)        | Episódio: "20 de novembro"           |
| 2017-19       | Filhos da Pátria                     | Murilo Fonseca         | primeira temporada                   |
| 2017          | Os Dias Eram Assim                   | Julio Nascimento       |                                      |
| 2018-19       | Malhação: Vidas Brasileiras          | Paulo Fortes           |                                      |
| 2019-20       | A Divisão                            | Jorge Xavier           | primeira temporada                   |
| 2019          | Hebe                                 | Roberto Carlos         |                                      |
| 2021-presente | Impuros                              | Dr. Rodolfo Alves      |                                      |
| 2021          | Um Lugar ao Sol                      | Jonas Fernandes        | Episódio: "8-10 de novembro"         |
| 2022          | Temporada de Verão                   | Maresia                |                                      |
| 2022          | Cara e Coragem                       | Douglas                | Episódio: "5-6 de setembro"          |
| 2023          | Terra e Paixão                       | Gregório               | Episódio: "16 de julho-3 de agosto"  |
| 2023          | Rio Connection                       | Michel Nicolli         |                                      |
| 2024          | Aumenta que é Rock                   | Regnaldo Martins Costa | episódio 2                           |
| 2024          | Os Quatro da Candelária              | Silvio Daniel          |                                      |
| 2024          | Turma da Mônica - Origens            | Seu Cebola             |                                      |
| 2025          | Coisa de Novela                      | Roque                  | Telefilme                            |
| 2025          | Pssica                               | Jaime                  | episódios 1 e 4                      |

### Cinema
| Ano  | Título                     | Personagem      | Diretor/a                     |
| ---- | -------------------------- | --------------- | ----------------------------- |
| 2024 | A vilã das Nove            | Neto            | Teodoro Poppovic              |
| 2024 | Sonhar com Leões           | Pai de Gilda    | Paolo Marinou Blanco          |
| 2023 | Mussum, o Filmis           | Dedé Santana    | Silvio Guindane               |
| 2023 | Derrapada                  | Marcos          | Pedro Amorim                  |
| 2021 | O Livro dos Prazeres       | Davi            | Marcela Lordy                 |
| 2020 | Ana. Sem Título            | ator de teatro  | Lucia Murat                   |
| 2019 | Hebe: A Estrela do Brasil  | Roberto Carlos  | Maurício Farias               |
| 2019 | Chorar de Rir              | Tulio Ferro     | Toniko Melo                   |
| 2018 | A Terra Negra dos Kawa     | Juan            | Sergio Andrade                |
| 2017 | Como Nossos Pais           | Pedro           | Lais Bodanzki                 |
| 2017 | Pendular                   | Donato          | Julia Murat                   |
| 2017 | La Vingança                | Caco            | Fernando Frahia               |
| 2017 | Querido Embaixador         | Martins Leta    | Luiz Fernando Goulart         |
| 2016 | Vai que Dá Certo 2         | Cid             | Maurício Farias               |
| 2016 | Nise, o Coração da Loucura | Almir Mavignier | Roberto Berliner              |
| 2016 | Trago Comigo               | Miguel Jarra    | Tata Amaral                   |
| 2013 | Vai que Dá Certo           | Cid             | Maurício Farias               |
| 2013 | Mato sem Cachorro          | Sidney          | Pedro Amorim                  |
| 2012 | Talvez em Lisboa           | Pedro           | Felipe Rocha                  |
| 2006 | 1972                       | dono da festa   | José Emílio Rondeau           |
| 2003 | As Alegres Comadres        | Luis            | Leila Hipólito                |
| 1994 | Sopro                      | Eu              | Eduardo Nunes e Flavio Zettel |
| 1993 | Diluvio Carioca            | Ronaldo         | Estevão Ciavatta              |
| 1992 | Estação Aurora             | Vicente         | Cristina Leal                 |

### Teatro
| Ano  | Título                                     | Personagem           | Autor/a | Diretor/a |
| ---- | ------------------------------------------ | -------------------- | --- | --- |
| 2025 | Papaizinho                                 | o pai                | Luisa Espíndula, Felipe Rocha, Lucas Cunha, Caio Scot - baseado em "Quem matou meu pai", de Édouard Louis               | Luisa Espíndula/ Caio Scot                                                                                              |
| 2022 | Subterrâneo - um musical obscuro           | Felipe               | Alex Cassal e Felipe Rocha                                                                                              | Paula Diogo e Renato Linhares                                                                                           |
| 2019 | Os Desajustados                            | Yves Montand         | Luciana Pessanha | Daniel Dantas |
| 2019 | A última peça                              | o filho              | Inês Viana | Danilo Grangeia |
| 2019 | Partimcundum                               | Aristócratres        | Adriana Falcão e Matheus Torreão                                                                                        | Inês Viana, Mariana Lima, Renato Linhares e                                                                             |
| 2017 | O Abacaxi                                  | Armando              | Veronica Debom | Débora Lamm |
| 2017 | Mortos Vivos: uma ex-conferência           | Dr. Rocha            | Alex Cassal | Renato Linhares |
| 2013 | Síndrome de Chimpanzé                      | Veterov              | Alex Cassal | Alex Cassal |
| 2013 | Puzzle                                     |                      | André Sant'Anna, Veronica Stigger, e outros                                                                             | Felipe Hirsch |
| 2012 | Mundo Maravilha                            | Felipe Rocha         | Cocriação de Alex Cassal, Claudia Gaiolas, Felipe Rocha, Paula Diogo, Renato Linhares, Stella Rabello e Tiago Rodrigues | Cocriação de Alex Cassal, Claudia Gaiolas, Felipe Rocha, Paula Diogo, Renato Linhares, Stella Rabello e Tiago Rodrigues |
| 2011 | Ninguém falou que seria fácil              | Pedro                | Felipe Rocha | Alex Cassal e Felipe Rocha                                                                                              |
| 2011 | 2Histórias                                 | Ele                  | Alex Cassal e Sérgio Sant'Anna                                                                                          | Clara Kutner e Felipe Rocha                                                                                             |
| 2011 | Toda nudez será castigada                  | Herculano            | Nelson Rodrigues | Alex Cassal e Felipe Rocha                                                                                              |
| 2010 | Otro                                       |                      | Enrique Diaz e outros                                                                                                   | Enrique Diaz e Cristina Moura                                                                                           |
| 2009 | Bobby Sands vai morrer, Tatcher assassina. |                      | Cocriação de Alex Cassal, Claudia Gaiolas, Felipe Rocha, Michel Blois, Paula Diogo, Tiago Rodrigues e Tiare Maia        | Cocriação de Alex Cassal, Claudia Gaiolas, Felipe Rocha, Michel Blois, Paula Diogo, Tiago Rodrigues e Tiare Maia        |
| 2009 | Pedro Procura Inês                         |                      | Cocriação de Alex Cassal, Claudia Gaiolas, Felipe Rocha, Michel Blois, Paula Diogo, Tiago Rodrigues e Tiare Maia        | Cocriação de Alex Cassal, Claudia Gaiolas, Felipe Rocha, Michel Blois, Paula Diogo, Tiago Rodrigues e Tiare Maia        |
| 2009 | Sempre                                     |                      | Cocriação de Alex Cassal, Claudia Gaiolas, Felipe Rocha, Michel Blois, Paula Diogo, Tiago Rodrigues e Tiare Maia        | Cocriação de Alex Cassal, Claudia Gaiolas, Felipe Rocha, Michel Blois, Paula Diogo, Tiago Rodrigues e Tiare Maia        |
| 2008 | Ele Precisa Começar                        | Ele                  | Felipe Rocha | Alex Cassal e Felipe Rocha                                                                                              |
| 2006 | Gaivota, tema para um conto curto          | Treplev/ Chamráeiv   | À partir de Anton Tchekov                                                                                               | Enrique Diaz |
| 2006 | A Falta que nos Move                       | Pedro / Kiko         | Christiane Jatahy | Christiane Jatahy |
| 2005 | Voyage à La Haye                           | Moi                  | Jean-Luc Lagarce | Guy Pierre Coleau |
| 2004 | Ensaio.Hamlet                              | Hamlet/ Guildenstern | À partir de William Shakespeare                                                                                         | Enrique Diaz |
| 2004 | Notícias Cariocas                          |                      | Filipe Miguêz | Enrique Diaz e Ivan Sugahara                                                                                            |
| 2003 | O Castiçal                                 | Corcovizzo           | Giordano Bruno | Amir Haddad |
| 2003 | Não olhe agora                             |                      | | Enrique Diaz |
| 2003 | Finale                                     |                      | Robert Pacitti | Robert Pacitti |
| 2003 | Frei Caneca                                | Frei Caneca          | Heloneida Studart | Vilma Dulcetti |
| 2002 | Cabaré Filosófico                          |                      | Domingos Oliveira | Domingos Oliveira |
| 2001 | Cambaio                                    |                      | Adriana Falcão e João Falcão                                                                                            | João Falcão |
| 2001 | A resistível ascenção de Arturo Ui         | Gaffles              | Bertolt Brecht | Moacir Chaves |
| 2000 | Bugiaria                                   |                      | Moacir Chaves | Moacir Chaves |
| 1999 | Carta aos atores                           |                      | Valére Novarina | Thierry Tremouroux |
| 1999 | Pum! Uma opereta romântica                 | Cazuza               | Arthur Azevedo | Ronaldo Tarso |
| 1998 | A resistível Ascenção de Arturo Ui         | Jovem Dogsborough    | Bertolt Brecht | Antonio Abujamra |
| 1998 | Tuhu, o menino Villa-Lobos                 |                      | Karen Aciolly | Karen Aciolly |
| 1997 | Noite de Reis                              | Sebastião            | William Shakespeare | Amir Haddad |
| 1996 | La Ronde                                   | Franz                | Arthur Schnitzler | Marcus Alvisi |
| 1996 | Intrépida Trupe - Intrepidez               | Homem-Pássaro        | Lala Deheinzelin | Lala Deheinzelin |
| 1995 | A bossinha Nova                            | Tom                  | Karen Aciolly | Karen Aciolly |
| 1995 | Intrépida Trupe - Ka-Booom!                | Gigio                | Mariana Mesquita | Mariana Mesquita |
| 1993 | Turandot, ou o congresso dos intelectuais  | Shi Meh              | Bertolt Brecht | Aderbal Freire-Filho |
| 1993 | Pianíssimo                                 | Kri kri              | Tim Rescala | Karen Aciolly |
| 1993 | O tiro que mudou a história                | repórter             | Carlos Eduardo Novaes e Aderbal Freire-Filho                                                                            | Aderbal Freire-Filho |
| 1993 | Olha discretamente, e vê se tá marcando    | o tipo               | Patrícia Lopes | Patrícia Lopes |
| 1993 | A Guerrinha de Tróia                       | Aquiles              | Neuza Caribé, Cassia Fourreaux e Alain Pierre                                                                           | Ernesto Picollo |
| 1990 | Amor por Anexins                           |                      | Arthur Azevedo | Rubens Lima Jr. |
| 1989 | A ópera dos Vivos                          |                      | Sergio Barreto | Vitr |

### Dança Contemporânea
| Ano  | Título                                                                | Coreógrafa/o   |
| ---- | --------------------------------------------------------------------- | -------------- |
| 2009 | Pequeno inventário de lugares comuns                                  | Dani Lima      |
| 2005 | Homens, como mentirosos, como gorilas, como eles mesmo, como cow-boys | Cristina Moura |
| 1999 | Recorrência: quasi-Instante                                           | Paulo Mantuano |
| 1994 | Já não penso mais em ti                                               | Marcia Rubin   |

## Prêmios e indicações
| Ano  | Prêmio                                                       | Categoria            | Trabalho                              | Resultado |
| ---- | ------------------------------------------------------------ | -------------------- | ------------------------------------- | --------- |
| 2024 | Festival Sesc Melhores Filmes                                | Melhor Ator Nacional | A Terra Negra dos Kawa                | Pendente  |
| 2021 | Troféu Redentor - Festival do Rio                            | ator coadjuvante     | O livro dos Prazeres                  | Indicado  |
| 2016 | Grande Prêmio do cinema Brasileiro                           | ator coadjuvante     | Como nossos pais                      | Indicado  |
| 2011 | Prêmio Shell de teatro                                       | autor                | Ninguém falou que seria fácil         | Venceu    |
| 2011 | APTR (Associação dos produtores de teatro do Rio de Janeiro) | autor                | Ninguém falou que seria fácil         | Venceu    |
| 2011 | Prêmio Questão de Crítica                                    | autor                | Ninguém falou que seria fácil         | Venceu    |
| 2009 | prêmio Zilka Salaberry de teatro infantil                    | Música original      | A mulher que matou os peixes          | Indicado  |
| 2006 | Prêmio Shell de Teatro                                       | Música original      | A incrível confeitaria do Sr. Pellica | Indicado  |
| 2004 | Prêmio Shell de Teatro                                       | Música original      | Ensaio.Hamlet                         | Indicado  |
| 2003 | Prêmio Shell de Teatro                                       | Música original      | Sonhos de Einstein                    | Indicado  |
| 1999 | Prêmio RioDança                                              | música original      | Nato                                  | Venceu    |